# Natri permanganat
Natri pemanganat là một hợp chất vô cơ có công thức hóa học NaMnO4. Nó có liên quan chặt chẽ đến kali pemanganat (thuốc tím), nhưng ít dùng hơn do nó quá đắt, hút ẩm và có nhiệt độ nóng chảy thấp. Tuy nhiên, nhờ có độ tan gấp 15 lần KMnO4, natri pemanganat có ứng dụng nhiều khi cần dung dịch MnO4– có nồng độ cao.

## Điều chế và đặc tính
Natri pemanganat không thể điều chế như KMnO4 vì muối manganat trung gian là Na2MnO4 rất hiếm thấy. Vì vậy các quá trình điều chế gián tiếp, kể cả thông qua KMnO4, được sử dụng.
Natri pemanganat có tính chất tương tự KMnO4. Nó tan tốt trong nước tạo dung dịch có màu tím sẫm, khi làm bay hơi sẽ thu được tinh thể màu tím đen lấp lánh NaMnO4·H2O. Muối của kali không tạo kết tinh ngậm nước. Do tính hút ẩm tự nhiên, natri pemanganat kém hữu ích trong hóa phân tích hơn so với muối kali.
Nó có thể được điều chế bằng phản ứng giữa mangan dioxide với natri hypoclorit:
2MnO2 + 3NaClO + 2NaOH → 2NaMnO4 + 3NaCl + H2O

## Ứng dụng
Vì khả năng tan tốt, dung dịch natri pemanganat được dùng như chất khắc ăn mòn trong mạch in.